# Litsea timoriana
Litsea timoriana är en lagerväxtart som beskrevs av Johan Baptist Spanoghe. Litsea timoriana ingår i släktet Litsea och familjen lagerväxter. Inga underarter finns listade i Catalogue of Life.